# Имо (пароход)
Имо — британский пассажирский пароход. До 1895 года совершал рейсы между Ливерпулем и Нью-Йорком под названием Runic. В 1895 году был продан West India & Pacific Ltd. и переименован в «Tampican». После продажи в 1902 году в Норвегию был переименован в «Имо» и переделан в сухогруз.

## Гибель
6 декабря 1917 года прибыл в канадский город Галифакс для выгрузки груза. Столкнулся с пароходом «Монблан». «Монблан» был французским пароходом, загружённым тремя с половиной тысячами тонн взрывчатых веществ (тротилом, пироксилином, пикриновой кислотой и бензолом). После столкновения на «Монблане» начался пожар, приведший к мощному взрыву. Был стёрт с лица земли город Галифакс. Приливной волной «Имо» выбросило на мель. В 1918 году его сняли с мели, отремонтировали и переименовали в «Гивернорен». В 1921 году он во время рейса в Антарктику наскочил на камни и затонул.